# Ervin Zukanović
Ervin Zukanović, född 11 februari 1987 i Sarajevo, Jugoslavien (nuvarande Bosnien och Hercegovina), är en bosnisk fotbollsspelare som spelar för Fatih Karagümrük. Han representerar även det bosniska landslaget, som back.

## Karriär
Den 31 januari 2020 värvades Zukanović av italienska SPAL.